# Vaughn Grissom
Vaughn Anthony Grissom (Orlando, Florida, 5 de enero de 2001), más conocido como Vaughn Grissom, es un jugador profesional estadounidense de béisbol que se desempeña en la posición de segunda base en Boston Red Sox, equipo de las Grandes Ligas de Béisbol (MLB).

## Carrera
Grissom hizo su debut en la MLB con el equipo Atlanta Braves, en el cual jugó dos temporadas (2022-2023), después pasó a Boston Red Sox, donde lleva jugando una temporada.